# Ilu-šuma
Ilu-šuma (asirsko DINGIR-šum-ma), sin Šalim-aheja je bil 32. kralj Asirije, ki je vladal okoli leta 1900 pr. n. št. (kratka kronologija). Dolžina njegovega vladanja ni zanesljiva, ker ga Seznam  asirskih kraljev omenja kot enega od "šestih kraljev, katerih imena so zapisana na zidakih, njihovi eponimi pa so neznani".
Nasledil ga je sin Erišum I. in vladal 30 let, na  nekaterih prepisih seznama celo 40 let.  Erišuma I. je nasledil Ilu-šumov drugi sin Ikunum, ki je samega sebe naslavljal "podkralj Surja, ljubljenec boga Ašurja in boginje Ištar". Sinhronistični seznam kraljev v zaključnem kolofonu omenja, da je od Erišume I., sina Ilu-šume, do Asurbanipala, sina Asarhadona, v Asiriji vladalo 82  kraljev.

## Življenjepis
Kronika zgodnjih kraljev ga omenja kot  sodobnika Su-abuja, ki so ga nekoč istovetili z ustanoviteljem prve babilonske dinastije Sumu-abumom (okoli 1830 pr. n. št.). V naslednji sicer razdrobljeni vrstici zapisa je beseda "bitke",   ki je nekatere zgodovinarje pripeljala do prepričanja, da se je Ilu-šuma morda zapletel v vojno s svojim južnim sosedom. Njegove odnose z jugom opisuje napis na zidaku, ki se glasi: 
"Svobodo Akadcev in njihovih otrok sem vzpostavil. Očistil sem njihov baker. Vzpostavil sem njihovo svobodo do meja močvirij in Ura in Nipurja, Avala in Kismarja, Dera boga Ištarana vse do Ašurja."
Zgodovinar M. Trolle Larsen meni, da gre za poskus privabiti trgovce z juga Asirije  z davčnimi privilegiji in olajšavami, da bi monopoliziral izmenjavo bakra s Sinaja za kositer z vzhoda.Asirska mesta so bila na treh glavnih karavanskih poteh, po katerih se je trgovalo, in ne na poteh kraljevih vojnih pohodov. Med Ilu-šumove gradbene dejavnosti so spadale gradnja 
starega Ištarinega templja, mestnega obzidja, razdelitev mesta na hišne bloke in preusmeritev toka dveh vodnih izvirov do mestnih vrat Aušum in Vertum.
Tukulti-Ninurta I. na napisih v spomin na svojo gradnjo Ištarinega templja omenja, da je njegov predhodnik Ilu-šuma vladal 720 let pred njim.  Iz tega bi lahko sklepali, da je Ilu-šuma kljub temu, da je bil kasneje med "kralji, katerih imena let niso znana", vladal 21 let. Larsen domneva, da je bil morda sodobnik isinskih kraljev Iddin-Dagana in Išme-Dagana, kar bi bilo v nasprotju s sinhronizacijo s Sumu-abumom, vendar je bolj smiselno glede na trenutno veljavno kronologijo.

## Napisi
1. ↑  Khorsabad copy of the Assyrian King List i 24, 26.
2. ↑  Synchronistic King List iv 17.
3. ↑  Chronicle of Early Kings, BM 26472, 37.